# Рюрольд, Уте
Уте Рюрольд (нем. Ute Rührold; 9 декабря 1954, Цербст, ГДР) — немецкая саночница, выступавшая за сборную ГДР в 1970-х годах. Принимала участие в двух зимних Олимпийских играх и выиграла две серебряные медали, одну на играх 1972 года в Саппоро, другую на играх 1976 года в Инсбруке — обе в программе женских одиночных заездов.
Уте Рюрольд является обладательницей трёх медалей чемпионатов мира, в её послужном списке две серебряные награды (1973, 1975) и одна бронзовая (1974). Трижды спортсменка получала подиум чемпионатов Европы, в том числе один раз была первой (1972), один раз второй (1973) и один раз третьей (1974).